# Harmonie Lindenholzhausen
Harmonie Lindenholzhausen ist ein 1906 gegründeter Männerchor in Lindenholzhausen, der international auftritt und bei Wettbewerben zahlreiche internationale Preise gewann. Chorleiter ist seit 2018 Jürgen Faßbender. Der Männerchor ist als eingetragener Verein organisiert und hat rund 400 Mitglieder (Stand 2020), von denen allerdings ca. 70 Sänger des Männerchors sind. Seit 2001 gehören zu dem Verein auch Jugendchöre und ein Frauenchorprojekt. Die Harmonie Lindenholzhausen ist Organisatorin des internationalen Harmonie Festival.

## Über den Chor
Der Chor wurde 1906 von 11 Männern gegründet und besteht heute aus rund 70 Sängern im Alter zwischen 14 und 84 Jahren.
Einer der Mitbegründer des Chors war Ferdinand Dernbach, der den Chor viele Jahre leitete und sich außerdem um die Chortradition des Ortes Lindenholzhausen verdient machte.
Zum Repertoire des Chors zählt internationale Chormusik aller Stilepochen, darunter Werke der klassischen Vokalpolyphonie, der Romantik, des zwanzigsten Jahrhunderts sowie zeitgenössische Chorwerke. Als gemeinnützige Chorgemeinschaft fühlen sich die Sänger sowohl der regionalen Kultur als auch dem internationalen Kulturaustausch verpflichtet.
Der Chor absolvierte zahlreiche Konzertreisen und nahm an internationalen Musikfestivals u. a. in Ägypten, England, Lettland, Russland, Tschechien, Ungarn, Wales, Österreich sowie den USA teil. Der Chor trat dabei in international renommierten Häusern auf wie der Kölner Philharmonie, der Alten Oper Frankfurt, der Rhein-Mosel-Halle Koblenz, dem Opernhaus Kairo, der St. Petersburger Philharmonie, dem Kaiserdom Speyer, der Konstantinbasilika Trier, der Kathedrale von Coventry, der Nikolauskirche in Prag, im Tschaikowski-Konservatorium Moskau sowie im Gebäude der Vereinten Nationen in New York. Dazu zählen auch Auftritte vor Spitzenpolitikern oder z. B. 2007 beim Fußball-Länderspiel Deutschland gegen Wales im Frankfurter Waldstadion.
Der Chor wurde bei hessischen, nationalen und internationalen Wettbewerben vielfach als Preisträger ausgezeichnet.
Der Chor organisiert seit 1981 sein eigenes internationales Festival und pflegt internationale Kontakte.

## Chöre und Aktivitäten
Neben dem Männerchor bietet der Verein auch vielfältige Aktivitäten für junge Menschen. Beginnend mit der musikalischen Früherziehung und dem Kinder- und Jugendchor „Young Harmonists“ werden die Kinder und Jugendlichen altersgerecht an das Singen im Chor herangeführt. Für Frauen startete 2016 ein Frauenchor mit dem Namen „Vocal Girls“.
Seit dem Jahr 1967 unterhält der Chor einen eigenen Jugendclub für die Jugend des Vereins und als Nachwuchsschmiede für den Männerchor.

## Harmonie Festival
Das Harmonie Festival ist ein internationales Festival, bei dem bisher über 1.500 Chöre und Folkloregruppen mit über 45.000 Teilnehmern aus ca. 60 Ländern aufgetreten sind. Das Festival hat jährlich bis zu 20.000 Besucher.
Der Grundstein für das Festival wurde 1957 und 1959 durch die ersten beiden Reisen des Chores zum International Musical Eisteddfod, einem Gesangs-, Folklore- und Musikfestival im walisischen Llangollen, gelegt. Von der dortigen Idee inspiriert, entschlossen sich 1981 die Sänger des Chors ein eigenes internationales Chor- und Folklore-Festival in Lindenholzhausen zu veranstalten. Die Schirmherrschaft übernahm der damalige Ministerpräsident Holger Börner. Weitere Festivals folgten 1987, 1993, 1999, 2005, 2011 und 2017. Die Veranstaltungen von 1987 bis 2011 standen unter der Schirmherrschaft der jeweiligen Bundeskanzler. Beim 7. Festival 2017 nahmen 220 Chöre und Folkloregruppen aus 52 Nationen mit insgesamt etwa 6.000 Teilnehmern in 15 verschiedenen Chorkategorien teil. Die Schirmherrschaft hatte der hessische Ministerpräsident Volker Bouffier.
Die achte Ausgabe des Festivals fand im Mai 2024 statt.